# 异性石
异性石（英語：eudialyte）得名于希腊语词组Εὖ διάλυτος eu dialytos，意为“易分解的”，是一种比较少见的红色硅酸盐矿物，在碱性火成岩中生成，例如霞石正长岩。由于其在硫酸中的易溶解性而得名。
异性石最早在1819年被记载发现于格陵兰西南部Ilimaussaq入侵的霞石正长岩中。

## 用途
异性石被作为锆的一种次要矿物。也可以作为宝石，但是由于其晶体的不稳定性，使得异性石比较少见，很少用做宝石。这些因素使得异性石主更多地成为了收藏家的藏品。

## 伴生矿物
异性石常与其他碱性火成矿物伴生，这也是火成矿物的共性。
伴生矿物包括：微斜长石、霞石、霓石、闪叶石、硅钠钛矿、硅钛钠石、钠角闪石、方钠石、三斜闪石、层硅铈钛矿、褐锰锆矿、屑石和钛磁铁矿。

## 别名
异性石的别名有：almandine spar和udalite。Eucolite是另一种形式的晶体的名称。

## 鉴定方法
异性石的稀有使得产地成为重要鉴定因素。主要的几个产地包括加拿大的Mont Saint-Hilaire和俄罗斯的科拉半岛，但在格陵兰、挪威和美国的阿肯色州。它的不规则晶体特性、颜色和伴生矿物也可以帮助鉴定。伴生有其他碱性火成矿物，特别是霞石正长岩的的不规则状粉红色晶体，很有可能就是异性石。

## 异性石类矿物
对不同的异性石（和相关的）试样进行的微量化学（使用电子探针）和晶体分析发现了很多新的异性石类矿物。这些矿物在结构和组成上相类似，归为异性石类矿物。包括Zr-、OH-、Cl-、F-、CO3-，还可能有含SO4-的Na、K、H3O、Ca、Sr、REEs、Mn、Fe、Nb和W的硅酸盐矿物。它们的结构中可能会有电子空穴。